# Israel Joshua Singer
Pour les articles homonymes, voir Singer.
Israel Joshua Singer né le 30 novembre 1893 à Biłgorajen[pas clair] Pologne, mort le 10 février 1944 à New York est un écrivain yiddish. Il est le frère ainé et mentor de Isaac Bashevis Singer et le frère cadet d'Esther Kreitman.

## Biographie
Le père d'Israel Joshua Singer est le rabbin Pinkas Mendel Singer, descendant de Baal Chem Tov, le fondateur du hassidisme. S mère elle-même est fille de rabbin, il grandit à Varsovie où son père est un chef spirituel. Il s'émancipe de la tradition familiale et s'intéresse à la vie artistique prolifique en Pologne à cette époque.
À partir de 1916, Singer devient journaliste dans la presse yiddish européenne, successivement en Ukraine pour le journal Di Nye Tsayt (Les temps nouveaux), puis à Varsovie au Literarishe Bletter puis la revue Khaliastra. En 1921, il devient correspondant pour le journal américain The Forward. En 1934, il quitte la Pologne et s'installe à New York.